# Paris-Nice 2011
Le 69e Paris-Nice a lieu du 6 au 13 mars 2011. Il s'agit de la 2e épreuve de l'UCI World Tour 2011. L'Allemand Tony Martin (HTC-Highroad) vainqueur du contre-la-montre de la 6e étape remporte cette édition devant son compatriote Andreas Klöden (RadioShack) et le Britannique Bradley Wiggins (Sky). L'Australien Heinrich Haussler (Garmin-Cervélo) remporte le classement par points, tandis que le Français Rémi Pauriol (FDJ) s'adjuge le maillot de meilleur grimpeur et l'Estonien Rein Taaramäe (Cofidis) celui de meilleur jeune. Le RadioShack, bien représenté avec trois coureurs dans le top 10, gagne le classement par équipes.

## Présentation

### Parcours
Après une étape favorable aux sprinteurs, les favoris doivent être vigilants, la deuxième étape étant propice aux bordures. Puis les puncheurs et les baroudeurs ont la possibilité de briller à l'occasion des deux étapes suivantes. Le col de la Mûre (5e étape), un contre-la-montre de 27 km (6e étape), un circuit de 19 km comprenant de nombreux murs à parcourir 2 fois, précédé notamment de la côte de Gourdon, (7e étape) et l'enchaînemment des ascensions de la Turbie et du Col d'Èze (8e étape) se dressent ensuite devant les coureurs de ce 69e Paris-Nice,,.

### Participants

#### Équipes
22 équipes participent à ce Paris-Nice. 
Il y a tout d'abord, les 18 équipes qui ont une licence ProTeam et qui sont automatiquement inscrites à cette course.
Ensuite, il y a quatre équipes continentales professionnelles invitées par les organisateurs le 20 janvier 2011 qui ont la particularité d'être toutes françaises : Bretagne-Schuller, Cofidis, Europcar et la FDJ.
| N.      | Code | Équipe             |
| ------- | ---- | ------------------ |
| 1-8     | RAB  | Rabobank           |
| 11-18   | GRM  | Garmin-Cervélo     |
| 21-28   | THR  | HTC-Highroad       |
| 31-38   | SKY  | Sky                |
| 41-48   | ALM  | AG2R La Mondiale   |
| 51-58   | MOV  | Movistar           |
| 61-68   | OLO  | Omega Pharma-Lotto |
| 71-78   | AST  | Astana             |
| 81-88   | RSH  | RadioShack         |
| 91-98   | FDJ  | FDJ                |
| 101-108 | VCD  | Vacansoleil-DCM    |

| N.      | Code | Équipe              |
| ------- | ---- | ------------------- |
| 111-118 | LIQ  | Liquigas-Cannondale |
| 121-128 | SBS  | Saxo Bank-SunGard   |
| 131-138 | LEO  | Leopard-Trek        |
| 141-148 | COF  | Cofidis             |
| 151-158 | KAT  | Katusha             |
| 161-168 | BMC  | BMC Racing          |
| 171-178 | QST  | Quick Step          |
| 181-188 | EUC  | Europcar            |
| 191-198 | EUS  | Euskaltel-Euskadi   |
| 201-208 | LAM  | Lampre-ISD          |
| 211-218 | BSC  | Bretagne-Schuller   |

#### Favoris

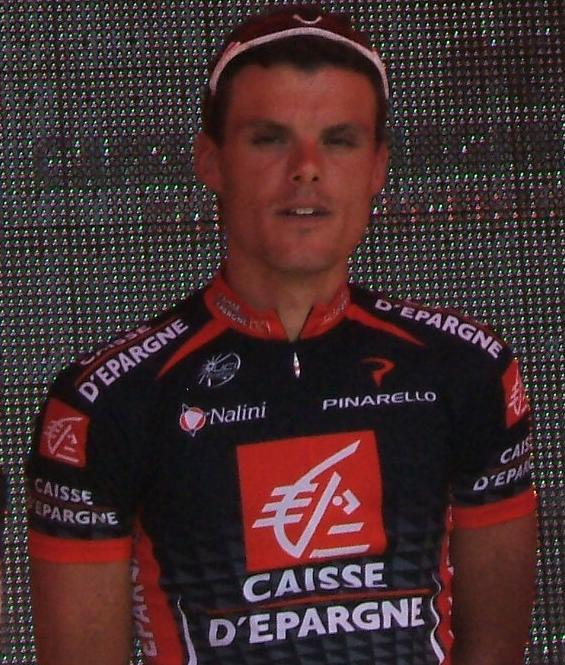
Luis León Sánchez, ici avec la Caisse d'Épargne sur le Tour Down Under 2009, était l'un des favoris.

Le tenant du titre, Alberto Contador (Saxo Bank-SunGard), absent, Luis León Sánchez (Rabobank), vainqueur en 2009 et 2e en 2010, tentera assurément de remporter une nouvelle fois la course au soleil, assisté par son coéquipier Bauke Mollema. Il devra notamment faire face à de purs grimpeurs, tels Nicolas Roche (AG2R La Mondiale), Samuel Sánchez (Euskaltel-Euskadi), Eros Capecchi, Valerio Agnoli (Liquigas-Cannondale), Beñat Intxausti, Xavier Tondo (Movistar), Jurgen Van den Broeck (Omega Pharma-Lotto), Alexandre Vinokourov, Robert Kišerlovski (Astana), Chris Anker Sørensen (Saxo Bank-SunGard), Fränk Schleck et Jakob Fuglsang (Leopard-Trek). De bons rouleurs-grimpeurs sont également présents : Tejay van Garderen, Tony Martin (HTC-Highroad), Vladimir Karpets (Katusha), Roman Kreuziger (Astana), Richie Porte (Saxo Bank-SunGard), Michael Rogers, Bradley Wiggins (Sky), Ryder Hesjedal (Garmin-Cervélo), Janez Brajkovič, Levi Leipheimer et Andreas Klöden (RadioShack),.
Également, quelques sprinteurs feront le déplacement. On retrouvera ainsi Alexander Kristoff (BMC Racing), Matthew Goss (HTC-Highroad), Denis Galimzyanov (Katusha), Grega Bole (Lampre-ISD), José Joaquín Rojas (Movistar), Gert Steegmans (Quick Step), Peter Sagan (Liquigas-Cannondale), Gregory Henderson, Geraint Thomas (Sky), Heinrich Haussler (Garmin-Cervélo), Robert Hunter (RadioShack) et Romain Feillu (Vacansoleil-DCM).

## Étapes
| Étape     | Date    | Villes étapes                                    |  | km       | Vainqueur d’étape | Leader du classement général |
| --------- | ------- | ------------------------------------------------ |  | -------- | ----------------- | ---------------------------- |
| 1re étape | 6 mars  | Houdan - Houdan                                  |  | 154,5    | Thomas De Gendt   | Thomas De Gendt              |
| 2e étape  | 7 mars  | Montfort-l'Amaury - Amilly                       |  | 199      | Gregory Henderson | Thomas De Gendt              |
| 3e étape  | 8 mars  | Cosne-Cours-sur-Loire - Nuits-Saint-Georges      |  | 202      | Matthew Goss      | Matthew Goss                 |
| 4e étape  | 9 mars  | Crêches-sur-Saône - Belleville                   |  | 191      | Thomas Voeckler   | Thomas De Gendt              |
| 5e étape  | 10 mars | Saint-Symphorien-sur-Coise - Vernoux-en-Vivarais |  | 193      | Andreas Klöden    | Andreas Klöden               |
| 6e étape  | 11 mars | Rognes - Aix-en-Provence                         |  | 27 (CLM) | Tony Martin       | Tony Martin                  |
| 7e étape  | 12 mars | Brignoles - Biot-Sophia Antipolis                |  | 215      | Rémy Di Grégorio  | Tony Martin                  |
| 8e étape  | 13 mars | Nice - Nice                                      |  | 124      | Thomas Voeckler   | Tony Martin                  |

## Récit de la course

### 1reétape
Après une boucle légèrement vallonnée, avec notamment la côte de Septeuil (1 km à 4,7 %), une ascension de 3e catégorie dont le sommet est au km 24.5, les coureurs empruntent un circuit final de 24 km, très légèrement vallonné, où ils disputent un sprint intermédiaire au moment d'entamer les premier et troisième tours. L'arrivée est jugée après une étape de 154,5 km autour d'Houdan, à travers les Yvelines.

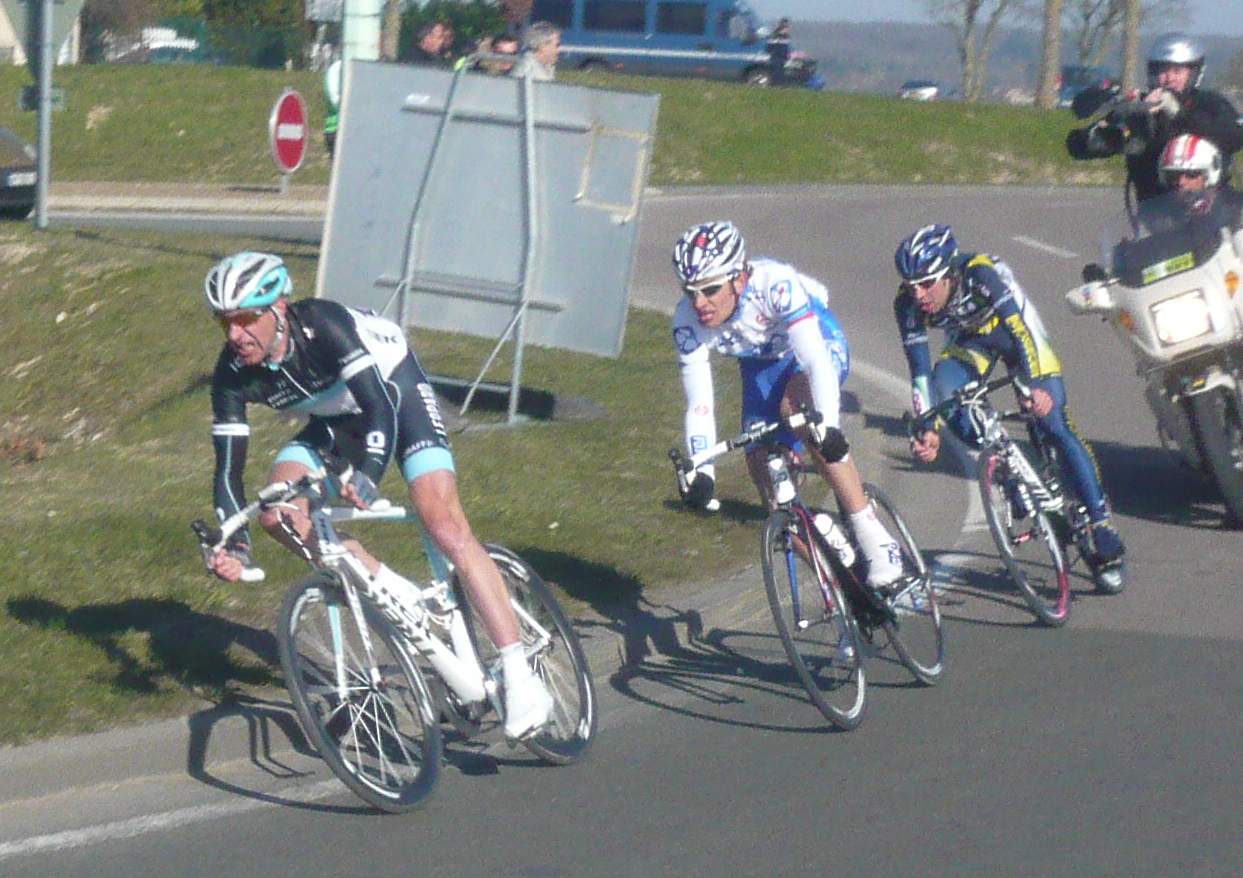
De Gendt, Roy et Voigt échappés sur cette étape.

Au km 15, Damien Gaudin (Europcar) et Gorka Izagirre (Euskaltel-Euskadi) s'échappent. Le Français prend la première place au sommet de la côte de Septeuil, s'emparant ainsi du maillot à pois. Le duo parvient à prendre jusqu'à 8 minutes et 15 secondes d'avance, au km 33. Puis les HTC-Highroad enclenchent la poursuite, après une quarantaine de kilomètres, faisant chuter l'écart à 3 minutes, puis le contrôlant avec l'aide des Sky et des Garmin-Cervélo. Gaudin remporte le 1er sprint intermédiaire, où Romain Feillu (Vacansoleil-DCM) prend la 3e place, à 2 minutes et 50 secondes du duo de tête. Ces derniers n'ont plus que 55 secondes d'avance au km 106, et sont repris au km 113.
Jérémy Roy (FDJ) attaque alors, suivi par Thomas De Gendt (Vacansoleil-DCM) et Jens Voigt (Leopard-Trek). Ils vont prendre une minute d'avance en l'espace de 10 kilomètres. Puis, sous l'impulsion des Quick Step, notamment Sylvain Chavanel, une bordure se forme. Les Astana viennent prêter main-forte, et l'écart entre les deux pelotons atteint rapidement les 25 secondes, tandis que De Gendt remporte le deuxième sprint intermédiaire devant Voigt et Roy. Mené notamment par les RadioShack, le peloton des « piégés » parvient à recoller à 20 km de l'arrivée.
L'avance du trio de tête est alors descendu à 30 secondes, avant de remonter à 40 secondes, puis de se stabiliser autour de 35 secondes. Au même endroit que la première fois, alors que l'écart n'est plus que de 20 secondes, le peloton se morcelle, mais, encore une fois, se reforme. Mené par les Movistar, il lui faut encore revenir sur les hommes de tête, qui ont toujours 13 secondes d'avance sous la flamme rouge. Thomas De Gendt lance le sprint à 300 mètres de la ligne, remporte l'étape devant Jérémy Roy et Heinrich Haussler (Garmin-Cervélo). Il s'empare du même coup de la tête du classement général, ainsi que celle des classements par points et du meilleur jeune.
|    | Coureur           | Pays             | Équipe              |    | Temps           |
| -- | ----------------- | ---------------- | ------------------- | -- | --------------- |
| 1  | Thomas De Gendt   | Belgique         | Vacansoleil-DCM     | en | 4 h 05 min 06 s |
| 2  | Jérémy Roy        | France           | FDJ                 | +  | m.t             |
| 3  | Heinrich Haussler | Australie        | Garmin-Cervélo      |    | m.t             |
| 4  | Peter Sagan       | Slovaquie        | Liquigas-Cannondale |    | m.t             |
| 5  | Gregory Henderson | Nouvelle-Zélande | Sky                 |    | m.t             |
| 6  | Jens Voigt        | Allemagne        | Leopard-Trek        |    | m.t             |
| 7  | Wouter Weylandt   | Belgique         | Leopard-Trek        |    | m.t             |
| 8  | Danilo Wyss       | Suisse           | BMC Racing          |    | m.t             |
| 9  | Romain Feillu     | France           | Vacansoleil-DCM     |    | m.t             |
| 10 | Gert Steegmans    | Belgique         | Quick Step          |    | m.t             |

|    | Coureur           | Pays             | Équipe              |    | Temps           |
| -- | ----------------- | ---------------- | ------------------- | -- | --------------- |
| 1  | Thomas De Gendt   | Belgique         | Vacansoleil-DCM     | en | 4 h 04 min 53 s |
| 2  | Jérémy Roy        | France           | FDJ                 | +  | 6 s             |
| 3  | Heinrich Haussler | Australie        | Garmin-Cervélo      |    | 9 s             |
| 4  | Damien Gaudin     | France           | Europcar            |    | 10 s            |
| 5  | Jens Voigt        | Allemagne        | Leopard-Trek        |    | 11 s            |
| 6  | Romain Feillu     | France           | Vacansoleil-DCM     |    | 12 s            |
| 7  | Peter Sagan       | Slovaquie        | Liquigas-Cannondale |    | 13 s            |
| 8  | Gregory Henderson | Nouvelle-Zélande | Sky                 |    | 13 s            |
| 9  | Wouter Weylandt   | Belgique         | Leopard-Trek        |    | 13 s            |
| 10 | Danilo Wyss       | Suisse           | BMC Racing          |    | 13 s            |

### 2eétape
Cette 2e étape est pratiquement plate et comprend deux sprints intermédiaires (km 66 et 153,5). L'arrivée est jugée à Amilly, après 199 km de course depuis Montfort-l'Amaury, à travers les Yvelines, l'Essonne, l'Eure-et-Loir et le Loiret.
Dès le premier kilomètre, Yoann Offredo (FDJ) attaque, suivi de Maxime Bouet (AG2R La Mondiale) et Tony Gallopin (Cofidis). Tandis que David Moncoutié (Cofidis) abandonne après une cinquantaine de kilomètres, ce trio obtient jusqu'à 5 minutes d'avance, au km 57. Gallopin remporte le 1er sprint intermédiaire devant Offredo et Bouet. Après un peu plus de 80 km de course, Offredo coupe son effort, l'écart étant descendu à 3 minutes. Ses ex-compagnons d'échappée reprennent du terrain, atteignant la zone de ravitaillement (km 93,5) avec un avantage de 6 minutes et 15 secondes.
Au km 100, les Sky accélèrent brutalement le rythme du peloton, mais seuls quelques coureurs, dont Romain Sicard (Euskaltel-Euskadi), perdent du terrain. En revanche, les hommes de tête voient leur avance chuter brutalement, puisque l'écart au km 118 n'est plus que d'une minute et 45 secondes. Les Vacansoleil-DCM vont alors laisser le duo prendre de nouveau du temps, contrôlant l'écart autour de 4 minutes. Puis, les FDJ enclenchent la poursuite. Le maillot jaune Thomas De Gendt (Vacansoleil-DCM) prend la 3e place du deuxième sprint intermédiaire, remporté une nouvelle fois par Gallopin, à moins d'une minute du duo de tête. Deux kilomètres plus loin, plusieurs coureurs, dont Fränk Schleck (Leopard-Trek), chutent.
À 40 km de l'arrivée, la course est interrompue par la fermeture d'un passage à niveau. Lorsqu'un nouveau départ est donné, l'écart est de 45 secondes. Les échappés reprennent quelques secondes d'avance, puis Tony Gallopin lâche prise à 32 km du but. Au km 168, Maxime Bouet est également repris. Plusieurs coureurs chutent : Heinrich Haussler (Garmin-Cervélo), Tony Martin (HTC-Highroad) et Jakob Fuglsang (Leopard-Trek), notamment, vont à terre. Les Liquigas-Cannondale, puis les Rabobank et les Movistar, tentent alors une bordure, en vain. Les Astana s'y essayent également, à moins de 15 kilomètres de l'arrivée, mais avec un peu plus de réussite, puisqu'une petite trentaine d'éléments sont lâchés, dont Jakob Fuglsang, Brice Feillu (Leopard-Trek) et Christophe Riblon (AG2R La Mondiale).
Les Movistar, puis les HTC-Highroad, prennent alors les commandes du peloton. Le maillot jaune Thomas De Gendt attaque à 1,5 km de l'arrivée, mais n'empêche pas un sprint massif. Parfaitement emmené par Geraint Thomas, Gregory Henderson (Sky) lance le sprint à 250 m de la ligne et s'impose à Amilly, devant Matthew Goss (HTC-Highroad) et Denis Galimzyanov (Katusha), s'emparant ainsi du maillot vert et de la deuxième place du classement général. Le groupe Fuglsang termine cette étape avec 1 minute et 1 seconde de retard.
|    | Coureur            | Pays             | Équipe              |    | Temps           |
| -- | ------------------ | ---------------- | ------------------- | -- | --------------- |
| 1  | Gregory Henderson  | Nouvelle-Zélande | Sky                 | en | 5 h 00 min 06 s |
| 2  | Matthew Goss       | Australie        | HTC-Highroad        | +  | m.t             |
| 3  | Denis Galimzyanov  | Russie           | Katusha             |    | m.t             |
| 4  | Heinrich Haussler  | Australie        | Garmin-Cervélo      |    | m.t             |
| 5  | Peter Sagan        | Slovaquie        | Liquigas-Cannondale |    | m.t             |
| 6  | Romain Feillu      | France           | Vacansoleil-DCM     |    | m.t             |
| 7  | Jürgen Roelandts   | Belgique         | Omega Pharma-Lotto  |    | m.t             |
| 8  | José Joaquín Rojas | Espagne          | Movistar            |    | m.t             |
| 9  | Tomas Vaitkus      | Lituanie         | Astana              |    | m.t             |
| 10 | Danilo Wyss        | Suisse           | BMC Racing          |    | m.t             |

|    | Coureur           | Pays             | Équipe              |    | Temps           |
| -- | ----------------- | ---------------- | ------------------- | -- | --------------- |
| 1  | Thomas De Gendt   | Belgique         | Vacansoleil-DCM     | en | 9 h 05 min 48 s |
| 2  | Gregory Henderson | Nouvelle-Zélande | Sky                 | +  | 4 s             |
| 3  | Jérémy Roy        | France           | FDJ                 |    | 7 s             |
| 4  | Matthew Goss      | Australie        | HTC-Highroad        |    | 8 s             |
| 5  | Tony Gallopin     | France           | Cofidis             |    | 8 s             |
| 6  | Heinrich Haussler | Australie        | Garmin-Cervélo      |    | 10 s            |
| 7  | Denis Galimzyanov | Russie           | Katusha             |    | 10 s            |
| 8  | Jens Voigt        | Allemagne        | Leopard-Trek        |    | 12 s            |
| 9  | Romain Feillu     | France           | Vacansoleil-DCM     |    | 13 s            |
| 10 | Peter Sagan       | Slovaquie        | Liquigas-Cannondale |    | 14 s            |

### 3eétape
La côte de Bécoup (5,1 km à 5,3 %), une montée de 2e catégorie dont le sommet est placé au km 190, est la seule ascension répertoriée de cette étape, plutôt vallonnée. Deux sprints intermédiaires sont placés sur le parcours (km 74,5 et 156). L'arrivée est jugée à Nuits-Saint-Georges, après 202 km de course depuis Cosne-Cours-sur-Loire, à travers la Nièvre et la Côte-d'Or.
Grand espoir du cyclisme français, Romain Sicard (Euskaltel-Euskadi) est non-partant. Dès le 1er kilomètre, Cédric Pineau (FDJ) attaque, suivi par Blel Kadri (AG2R La Mondiale), Jussi Veikkanen (Omega Pharma-Lotto), Cyril Gautier (Europcar) et Romain Hardy (Bretagne-Schuller). Ils parviennent à prendre 4 min 35 s d'avance, au km 65. Puis, tandis que Simone Ponzi (Liquigas-Cannondale) abandonne, les Vacansoleil-DCM contrôlent l'écart autour de 4 minutes. Pineau remporte le 1er sprint intermédiaire devant Gautier et Hardi.
Au km 160, les équipiers du maillot jaune accélèrent, réduisant l'écart à 3 minutes, pendant que Gautier remporte le 2e sprint intermédiaire devant Pineau et Kadri, avant d'entamer une poursuite encore plus sérieuse. Dans le groupe de tête, Veikkanen attaque à deux reprises dans la côte de Bécoup, mais ne parvient pas à partir. Dans le peloton, l'ascension n'est pas l'occasion d'attaques, mais d'une hausse du rythme par les Liquigas-Cannondale, lâchant notamment Gert Steegmans (Quick Step), victime d'une chute quelques kilomètres plus tôt, et Alex Rasmussen (HTC-Highroad). Au sommet, où Veikkanen devance Gautier et Kadri pour s'emparer du maillot à pois, l'écart n'est plus que de 14 secondes.
Deux kilomètres plus loin, Thomas Voeckler (Europcar) attaque. Il reprend rapidement les échappés, et seul Blel Kadri parvient à suivre. Gorka Izagirre (Euskaltel-Euskadi), momentanément intercalé, ne parvient pas à recoller. Le duo prend rapidement 20 secondes d'avance, puis résiste bien au peloton, mené par les Liquigas-Cannondale et les Vacansoleil-DCM, puisque l'écart est encore de 15 secondes à 9 km de l'arrivée.
Les Garmin-Cervélo, par l'intermédiaire notamment de Christophe Le Mével, engagent activement la poursuite, et le duo est repris à 5 km du but. Sylvain Chavanel (Quick Step), victime d'une crevaison, parvient quant à lui à recoller à un peu moins de 3,5 km de l'arrivée, avec l'aide de son équipier Marc de Maar. Dans la dernière ligne droite, Peter Sagan (Liquigas-Cannondale) et Yoann Offredo (FDJ), notamment, chutent. Geraint Thomas (Sky), chargé d'emmener Gregory Henderson, n'était pas derrière Sagan et a donc évité la chute. Il lance le sprint, mais c'est Matthew Goss (HTC-Highroad) qui s'impose, s'emparant du même coup des maillots jaune et blanc, devant Heinrich Haussler (Garmin-Cervélo), qui obtient le maillot vert, et Denis Galimzyanov (Katusha).
|    | Coureur            | Pays             | Équipe              |    | Temps           |
| -- | ------------------ | ---------------- | ------------------- | -- | --------------- |
| 1  | Matthew Goss       | Australie        | HTC-Highroad        | en | 5 h 16 min 48 s |
| 2  | Heinrich Haussler  | Australie        | Garmin-Cervélo      | +  | m.t             |
| 3  | Denis Galimzyanov  | Russie           | Katusha             |    | m.t             |
| 4  | José Joaquín Rojas | Espagne          | Movistar            |    | m.t             |
| 5  | Geraint Thomas     | Royaume-Uni      | Sky                 |    | m.t             |
| 6  | Gregory Henderson  | Nouvelle-Zélande | Sky                 |    | m.t             |
| 7  | Anthony Ravard     | France           | AG2R La Mondiale    |    | m.t             |
| 8  | Francesco Gavazzi  | Italie           | Lampre-ISD          |    | m.t             |
| 9  | Romain Feillu      | France           | Vacansoleil-DCM     |    | m.t             |
| 10 | Valerio Agnoli     | Italie           | Liquigas-Cannondale |    | m.t             |

|    | Coureur           | Pays             | Équipe          |    | Temps            |
| -- | ----------------- | ---------------- | --------------- | -- | ---------------- |
| 1  | Matthew Goss      | Australie        | HTC-Highroad    | en | 14 h 22 min 34 s |
| 2  | Thomas De Gendt   | Belgique         | Vacansoleil-DCM | +  | 2 s              |
| 3  | Heinrich Haussler | Australie        | Garmin-Cervélo  |    | 6 s              |
| 4  | Gregory Henderson | Nouvelle-Zélande | Sky             |    | 6 s              |
| 5  | Denis Galimzyanov | Russie           | Katusha         |    | 8 s              |
| 6  | Jérémy Roy        | France           | FDJ             |    | 9 s              |
| 7  | Tony Gallopin     | France           | Cofidis         |    | 10 s             |
| 8  | Cyril Gautier     | France           | Europcar        |    | 11 s             |
| 9  | Cédric Pineau     | France           | FDJ             |    | 11 s             |
| 10 | Jens Voigt        | Allemagne        | Leopard-Trek    |    | 14 s             |

### 4eétape

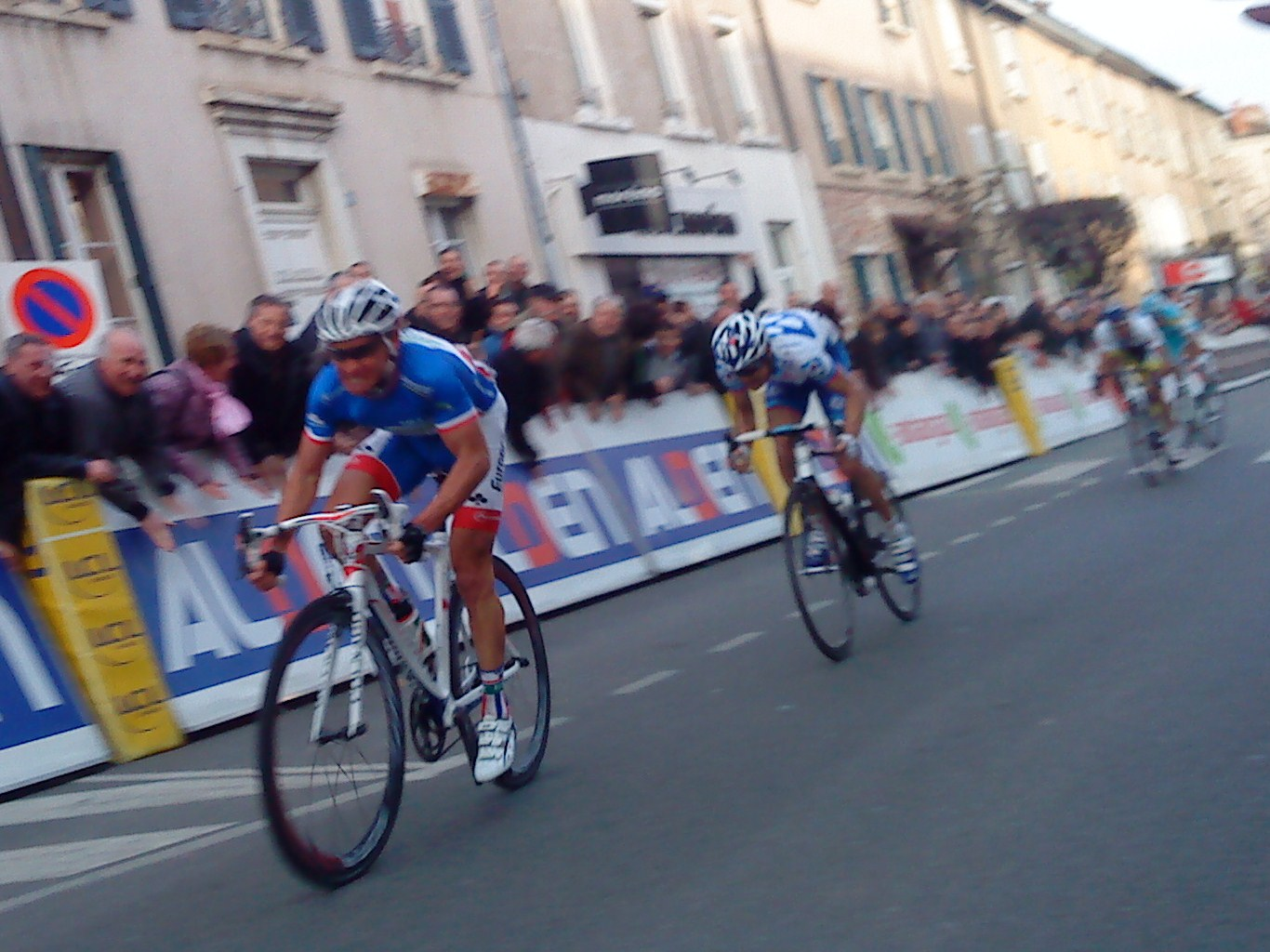
Victoire de Thomas Voeckler à Belleville.

Le début d'étape est plutôt vallonné, avec notamment une montée de 2e catégorie, le col de Grand-Vent (5,8 km à 4,5 %), dont le sommet est au km 17. Le parcours empruntera ensuite la côte de Propières (2,7 km à 5,3 %) et le col des Ecorbans (2,6 km à 5,2 %), classés en 3e catégorie et dont les sommets sont au 56,5 et 65, et une montée non-répertoriée, puis une longue descente et de longs faux plats descendants, en passant le 1er sprint intermédiaire (km 82,5), le col du Joncin (8,1 km à 4,1 %), une ascension de 2e catégorie dont le sommet est placé au km 95.5, la descente et environ 35 km vallonnés, avec notamment la côte de Régnié-Durette (1,5 km à 5,1 %), une montée de 3e catégorie dont le sommet est situé au 126,5. Les coureurs enchaîneront ensuite le col du Fût d'Avenas (5,2 km à 5,1 %), classé en 2e catégorie, et le col de Fontmartin (3,6 km à 5,8 %), classé en 3e catégorie, dont les sommets respectifs sont aux km 146 et 156, avant de plonger vers la ligne du 2e sprint intermédiaire (km 175,5). Il y aura ensuite des faux plats descendants puis du plat jusqu'à la fin de l'étape. L'arrivée est jugée à Belleville après 191 km de course depuis Crêches-sur-Saône, à travers la Saône-et-Loire, le Rhône et la Loire.
Andriy Grivko (Astana), Bruno Pires (Leopard-Trek), Luis Ángel Maté (Cofidis), Marc de Maar (Quick Step), Vincent Jérôme (Europcar), Pierre Cazaux (Euskaltel-Euskadi) et Oleksandr Kvachuk (Lampre-ISD) s'échappent en début d'étape, mais sont repris au km 3. Au km 6, Thomas Voeckler (Europcar) et Thomas De Gendt (Vacansoleil-DCM), animateurs de ce début de Paris-Nice, attaquent, suivi par Rémi Pauriol (FDJ). Francis De Greef (Omega Pharma-Lotto) et Rémy Di Grégorio (Astana) rejoignent le trio au km 14.
Tandis que Denis Galimzyanov (Katusha) abandonne et que l'on observe quelques chutes dans le peloton, dont celles de Levi Leipheimer (RadioShack) et Samuel Sánchez (Euskaltel-Euskadi), l'échappée, qui parvient à prendre jusqu'à 5 min 15 s au km 65, voit Pauriol passer en tête aux sommets des ascensions répertoriées tandis que De Gendt remporte le 1er sprint intermédiaire devant Voeckler et Pauriol. Il reprend alors virtuellement pour 1 s le maillot jaune, tandis que les HTC-Highroad, les Sky et les Garmin-Cervélo enclenchent la poursuite.
Dans le col du Fût d'Avenas, les Liquigas-Cannondale prennent les commandes du peloton et au sommet, où Pauriol prend une nouvelle fois la 1re place, l'écart avec le groupe de tête n'est plus que d'1 min 25 s. Les hommes de tête, qui ne baissent pas le rythme, perdent Francis De Greef. De Gendt remporte le 2e sprint intermédiaire devant Voeckler et Pauriol, renforçant ainsi sa position de leader virtuel de ce Paris-Nice avec 4 s d'avance sur Matthew Goss (HTC-Highroad), d'autant plus que ce dernier traîne en queue de peloton. Jérôme Pineau (Quick Step) sort du peloton à quelques hectomètres de la ligne de ce sprint, mais son entreprise ne fait pas long feu.
Le groupe de tête, mené surtout par De Gendt, possède encore 1 min 15 s d'avance à 15 km du but sur le peloton, mené par les Rabobank et les Leopard-Trek. L'écart est encore de 34 s à 4 km de l'arrivée, de 28 s à 3 km du but et de 24 s sous la flamme rouge. Thomas Voeckler lance le sprint et remporte l'étape devant Rémi Pauriol, qui s'empare du maillot à pois, et Thomas De Gendt, qui récupère les maillot jaune et blanc. Heinrich Haussler (Garmin-Cervélo) règle le sprint du peloton, à 13 s et consolide ainsi son maillot vert.
|    | Coureur           | Pays      | Équipe              |    | Temps           |
| -- | ----------------- | --------- | ------------------- | -- | --------------- |
| 1  | Thomas Voeckler   | France    | Europcar            | en | 5 h 04 min 20 s |
| 2  | Rémi Pauriol      | France    | FDJ                 | +  | 0 s             |
| 3  | Thomas De Gendt   | Belgique  | Vacansoleil-DCM     |    | 0 s             |
| 4  | Rémy Di Grégorio  | France    | Astana              |    | 0 s             |
| 5  | Heinrich Haussler | Australie | Garmin-Cervélo      |    | 13 s            |
| 6  | Peter Sagan       | Slovaquie | Liquigas-Cannondale |    | 13 s            |
| 7  | Romain Feillu     | France    | Vacansoleil-DCM     |    | 13 s            |
| 8  | Samuel Dumoulin   | France    | Cofidis             |    | 13 s            |
| 9  | Grega Bole        | Slovénie  | Lampre-ISD          |    | 13 s            |
| 10 | Danilo Wyss       | Suisse    | BMC Racing          |    | 13 s            |

|    | Coureur           | Pays      | Équipe          |    | Temps            |
| -- | ----------------- | --------- | --------------- | -- | ---------------- |
| 1  | Thomas De Gendt   | Belgique  | Vacansoleil-DCM | en | 19 h 26 min 46 s |
| 2  | Thomas Voeckler   | France    | Europcar        | +  | 10 s             |
| 3  | Rémi Pauriol      | France    | FDJ             |    | 16 s             |
| 4  | Matthew Goss      | Australie | HTC-Highroad    |    | 21 s             |
| 5  | Rémy Di Grégorio  | France    | Astana          |    | 24 s             |
| 6  | Heinrich Haussler | Australie | Garmin-Cervélo  |    | 27 s             |
| 7  | Jérémy Roy        | France    | FDJ             |    | 30 s             |
| 8  | Tony Gallopin     | France    | Cofidis         |    | 31 s             |
| 9  | Cyril Gautier     | France    | Europcar        |    | 32 s             |
| 10 | Jens Voigt        | Allemagne | Leopard-Trek    |    | 35 s             |

### 5eétape
Le début d'étape est légèrement vallonné, avec notamment la côte des Ayats (1,7 km à 4,8 %), classée en troisième catégorie. Après le sommet, au km 29, le parcours descend jusqu'au premier sprint intermédiaire (km 38). Les coureurs abordent ensuite le col de la Croix de Chaubouret (9,8 km à 6,6 %), une montée de première catégorie dont le sommet est au km 54. Après une longue descente, la route emprunte de petites ascensions, dont la côte de Saint-Jeure-d'Ay (1,9 km à 5,5 %), une montée de troisième catégorie dont le sommet est au km 96.5, jusqu'au deuxième sprint intermédiaire (km 128,5). Les coureurs doivent alors enchaîner le col de Montreynaud (7,4 km à 4,9 %), classé en deuxième catégorie, la côte de Vernoux-en-Vivarais (1 km à 5,4 %) et le col de Combéron (4,4 km à 4,4 %), 2 ascensions de troisième catégorie, dont les sommets sont respectivement placés aux km 136, 144 et 151,5. Après le sommet de cette dernière ascension, la route passe par une longue descente et de longs faux plats descendants. Vient ensuite le col de la Mûre (7,6 km à 8,3 %), une ascension de première catégorie dont le sommet est au km 184.5, suivi d'une courte descente et d'une brève montée finale. L'arrivée est jugée à Vernoux-en-Vivarais, après 193 km de course depuis Saint-Symphorien-sur-Coise, à travers le Rhône, la Loire et l'Ardèche.
Dès les premiers kilomètres de l'étape, plusieurs coureurs chutent. Tandis que Kevin De Weert (Quick Step) abandonne, Luis León Sánchez (Rabobank), Simon Gerrans (Sky) et Sandy Casar (FDJ), notamment, retrouvent le peloton. C'est donc groupé que les coureurs abordent la côte des Ayats, où Rémi Pauriol (FDJ) prend la 1re place, confortant ainsi son maillot à pois. Heinrich Haussler (Garmin-Cervélo) fait de même au premier sprint intermédiaire pour accroître son avance au classement par points. Au km 51, Sérgio Paulinho (RadioShack) attaque, suivi notamment par Jean-Christophe Péraud (AG2R La Mondiale), Roman Kreuziger (Astana) et Sylvain Chavanel (Quick Step). Ce groupe, particulièrement dangereux pour le classement général, est repris rapidement.
Lieuwe Westra (Vacansoleil-DCM) attaque alors, et passe en tête au col de la Croix de Chaubouret avec 35 secondes d'avance sur Christophe Le Mével (Garmin-Cervélo), Hubert Dupont (AG2R La Mondiale), David López García (Movistar) et Arnold Jeannesson (FDJ). Au km 65, Westra est rejoint par ses poursuivants, ainsi que par Romain Hardy (Bretagne-Schuller). Les échappés parviennent à prendre jusqu'à 4 minutes et 10 secondes d'avance, au km 79, avant que les RadioShack et les Rabobank enclenchent la poursuite. Dans le col de Montreynaud, seuls Dupont, Lopez Garcia et Westra restent en tête.
Tandis que Yoann Offredo (FDJ) abandonne, ses coéquipiers Pierrick Fédrigo et Sandy Casar profitent de l'ascension pour sortir du peloton, en compagnie de Juan Manuel Gárate (Rabobank), Kanstantsin Siutsou (HTC-Highroad), Blel Kadri (AG2R La Mondiale), Jens Voigt (Leopard-Trek), Jérôme Pineau (Quick Step) et Grega Bole (Lampre-ISD). Au sommet, le groupe n'a plus que 35 secondes de retard sur le trio de tête. Dans l'ascension de la côte de Vernoux-en-Vivarais, Lopez Garcia est lâché. Ses ex-compagnons d'échappée ne tiennent pas beaucoup plus longtemps, et sont repris au km 156. Puis, les FDJ, qui perdent Arthur Vichot dans la descente du col de Comberon, placent Pierrick Fédrigo, Sandy Casar, Cédric Pineau et Jérémy Roy en tête de la course, accompagnés par Yury Trofimov (Katusha), Thomas Voeckler (Europcar) et Simon Špilak (Lampre-ISD). Les sept hommes sont repris au pied du col de la Mûre.
Les Astana, par l'intermédiaire d'Alexandre Vinokourov et Rémy Di Grégorio, durcissent le rythme en tête du peloton. Puis, leur leader Roman Kreuziger accélère. Cela ne lui permet pas de partir, mais le groupe des favoris perd des éléments peu à peu. Le groupe va alors temporiser, ce qui profite à Matteo Carrara (Vacansoleil-DCM), qui attaque, suivi par Robert Kišerlovski (Astana). Le duo prend rapidement 15 secondes d'avance sur ses poursuivants, menés par Tejay van Garderen et Tony Martin (HTC-Highroad).
Rein Taaramäe (Cofidis) et Xavier Tondo (Movistar) attaquent et reviennent sur le duo de tête à 500 mètres du sommet, permettant ainsi à Taaramäe de le franchir en tête devant Tondo et Carrara. Dans la descente, Samuel Sánchez (Euskaltel-Euskadi), Janez Brajkovič, Andreas Klöden (RadioShack) et Tony Martin recollent au groupe de tête. Les huit hommes parviennent à maintenir une avance d'environ 20 secondes. Très bien emmené par Janez Brajkovič, Andreas Klöden lance le sprint à 200 mètres de l'arrivée. Il résiste au retour de Samuel Sanchez pour remporter l'étape et s'emparer du maillot jaune, devant le champion olympique et Matteo Carrara. Le groupe Luis León Sánchez, composé de 15 coureurs, termine avec 19 secondes de retard.
|    | Coureur            | Pays      | Équipe            |    | Temps           |
| -- | ------------------ | --------- | ----------------- | -- | --------------- |
| 1  | Andreas Klöden     | Allemagne | RadioShack        | en | 4 h 59 min 00 s |
| 2  | Samuel Sánchez     | Espagne   | Euskaltel-Euskadi | +  | 0 s             |
| 3  | Matteo Carrara     | Italie    | Vacansoleil-DCM   |    | 0 s             |
| 4  | Tony Martin        | Allemagne | HTC-Highroad      |    | 0 s             |
| 5  | Rein Taaramäe      | Estonie   | Cofidis           |    | 0 s             |
| 6  | Robert Kišerlovski | Croatie   | Astana            |    | 0 s             |
| 7  | Janez Brajkovič    | Slovénie  | RadioShack        |    | 0 s             |
| 8  | Xavier Tondo       | Espagne   | Movistar          |    | 0 s             |
| 9  | Luis León Sánchez  | Espagne   | Rabobank          |    | 18 s            |
| 10 | Pierre Rolland     | France    | Europcar          |    | 19 s            |

|    | Coureur            | Pays      | Équipe            |    | Temps            |
| -- | ------------------ | --------- | ----------------- | -- | ---------------- |
| 1  | Andreas Klöden     | Allemagne | RadioShack        | en | 24 h 26 min 13 s |
| 2  | Samuel Sánchez     | Espagne   | Euskaltel-Euskadi | +  | 4 s              |
| 3  | Matteo Carrara     | Italie    | Vacansoleil-DCM   |    | 6 s              |
| 4  | Tony Martin        | Allemagne | HTC-Highroad      |    | 10 s             |
| 5  | Robert Kišerlovski | Croatie   | Astana            |    | 10 s             |
| 6  | Janez Brajkovič    | Slovénie  | RadioShack        |    | 10 s             |
| 7  | Xavier Tondo       | Espagne   | Movistar          |    | 10 s             |
| 8  | Rein Taaramäe      | Estonie   | Cofidis           |    | 10 s             |
| 9  | Luis León Sánchez  | Espagne   | Rabobank          |    | 28 s             |
| 10 | Roman Kreuziger    | Tchéquie  | Astana            |    | 29 s             |

### 6eétape
Cette sixième étape de Paris-Nice est un contre-la-montre, le plus long de la course au soleil depuis 1968. Le parcours descend, ensuite remonte légèrement, en passant par le chronomètre intermédiaire (km 15,5), avant d'emprunter la côte de la Cride (non répertoriée), puis une descente jusqu'à la ligne d'arrivée, à Aix-en-Provence, après 27 km de course depuis Rognes, à travers les Bouches-du-Rhône.
Tony Martin (HTC-Highroad) fait coup double lors de cette étape, qu'il remporte, puisqu'il s'empare aussi du maillot jaune. Pour sa part, Rein Taaramäe (Cofidis) prend le maillot blanc aux dépens de Robert Kišerlovski (Astana).
|    | Coureur                | Pays        | Équipe            |    | Temps       |
| -- | ---------------------- | ----------- | ----------------- | -- | ----------- |
| 1  | Tony Martin            | Allemagne   | HTC-Highroad      | en | 33 min 24 s |
| 2  | Bradley Wiggins        | Royaume-Uni | Sky               | +  | 20 s        |
| 3  | Richie Porte           | Australie   | Saxo Bank-SunGard |    | 29 s        |
| 4  | Andreas Klöden         | Allemagne   | RadioShack        |    | 46 s        |
| 5  | Jean-Christophe Péraud | France      | AG2R La Mondiale  |    | 55 s        |
| 6  | Lieuwe Westra          | Pays-Bas    | Vacansoleil-DCM   |    | 57 s        |
| 7  | Andrew Talansky        | États-Unis  | Garmin-Cervélo    |    | 1 min 05 s  |
| 8  | Rein Taaramäe          | Estonie     | Cofidis           |    | 1 min 10 s  |
| 9  | Levi Leipheimer        | États-Unis  | RadioShack        |    | 1 min 10 s  |
| 10 | Tejay van Garderen     | États-Unis  | HTC-Highroad      |    | 1 min 29 s  |

|    | Coureur                | Pays        | Équipe            |    | Temps            |
| -- | ---------------------- | ----------- | ----------------- | -- | ---------------- |
| 1  | Tony Martin            | Allemagne   | HTC-Highroad      | en | 24 h 59 min 47 s |
| 2  | Andreas Klöden         | Allemagne   | RadioShack        | +  | 36 s             |
| 3  | Bradley Wiggins        | Royaume-Uni | Sky               |    | 39 s             |
| 4  | Rein Taaramäe          | Estonie     | Cofidis           |    | 1 min 10 s       |
| 5  | Jean-Christophe Péraud | France      | AG2R La Mondiale  |    | 1 min 14 s       |
| 6  | Levi Leipheimer        | États-Unis  | RadioShack        |    | 1 min 29 s       |
| 7  | Janez Brajkovič        | Slovénie    | RadioShack        |    | 1 min 32 s       |
| 8  | Samuel Sánchez         | Espagne     | Euskaltel-Euskadi |    | 1 min 37 s       |
| 9  | Xavier Tondo           | Espagne     | Movistar          |    | 1 min 51 s       |
| 10 | Bauke Mollema          | Pays-Bas    | Rabobank          |    | 1 min 57 s       |

### 7eétape
Le début d'étape est légèrement vallonné, avec un sprint intermédiaire (km 30,5) et deux ascensions, une de deuxième catégorie, la côte des Tuillières (2,2 km à 7,8 %), et une de troisième catégorie, la côte du Mont-Méaulx (1,7 km à 4,8 %), dont les sommets sont aux km 47,5 et 63. Après le sommet de la côte de Cabris (7,6 km à 5,8 %), classée en première catégorie, au km 102.5, il n'y a pas de descente, mais quelques kilomètres de plat, le col du Ferrier (4,3 km à 6,8 %), une montée de première catégorie dont le sommet est placé au km 113, une petite dizaine de kilomètres de plat, avec au milieu un « mur » non répertorié, puis une longue descente, comprenant un bref passage en léger faux plat montant aux alentours du km 135. Après cette descente, les coureurs escaladent la côte de Gourdon (6,3 km à 4,4 %), classée en deuxième catégorie. Une fois le sommet franchi (km 151,5), le parcours descend jusqu'à la ligne d'arrivée, précédée d'un « mur », où est disputé le deuxième sprint intermédiaire (km 178), avant d'emprunter deux fois un circuit de 19 km vallonné par quelques « murs » (montées brèves mais aux pourcentages élevés, jalonnant par exemple le final des classiques ardennaises). L'arrivée est jugée à Biot-Sophia Antipolis, après 215 km de course depuis Brignoles, à travers le Var et les Alpes-Maritimes.
De nombreux coureurs attaquent en ce début d'étape, disputé sous la pluie. Tomas Vaitkus (Astana), Grega Bole (Lampre-ISD) et Renaud Dion (Bretagne-Schuller), notamment, tentent leur chance, en vain. L'offensive d'Andriy Grivko (Astana), Brent Bookwalter (BMC Racing) et Damien Gaudin (Europcar) n'obtient pas beaucoup plus de réussite, puisqu'elle se termine au km 35. Heinrich Haussler (Garmin-Cervélo) en profite pour conforter son maillot vert en remportant le premier sprint intermédiaire. Peu avant la côte des Tuillières, Laurens ten Dam (Rabobank) et Sébastien Minard (AG2R La Mondiale) s'échappent, suivi par Jürgen Roelandts (Omega Pharma-Lotto), Ivan Santaromita (BMC Racing) et Grega Bole, mais sont repris dans la côte de Mont Méaulx. Pieter Weening (Rabobank) et Jean-Luc Delpech (Bretagne-Schuller) attaquent, mais le peloton, dont le rythme élevé est assuré par les Astana puis les Sky, les reprend au km 74.
Au km 82, Karsten Kroon (BMC Racing) et Éric Berthou (Bretagne-Schuller) s'échappent et, cette fois-ci, la tentative porte ses fruits, puisqu'ils ont déjà un avantage de 6 minutes et 50 secondes au km 91. Les Garmin-Cervélo enclenchent alors la poursuite, rapprochant le peloton à 4 minutes et 40 secondes à 100 km de l'arrivée. Pendant ce temps-là, Berthou franchit en tête le sommet de la côte de Cabris et du col du Ferrier, tandis que Rémi Pauriol (FDJ), le maillot à pois, prend la 3e et la 4e place, devancé par Lieuwe Westra (Vacansoleil-DCM), sur qui il avait 14 points d'avance au départ de l'étape. À présent, l'écart est de 18 unités. Au km 144, alors que l'avance des hommes de tête est descendue aux alentours de 3 minutes, Westra attaque, suivi de David López García (Movistar). Dans la côte de Gourdon, Westra attaque, passe en troisième position au sommet, revenant ainsi à 15 longueurs de Pauriol, mais chute au km 160.
Tandis que plusieurs coureurs chutent, les Movistar prennent les commandes du peloton. L'écart tombe à 2 minutes au moment d'aborder le circuit final et, surtout, le peloton explose. Finalement, cela aboutit à la formation de deux groupes, avec Luis León Sánchez (Rabobank) et Alexandre Vinokourov (Astana), notamment, qui se retrouvent piégés. Fränk Schleck (Leopard-Trek), lui, abandonne. Au km 180, alors que l'écart entre les 2 groupes est de 50 s, Karsten Kroon attaque, lâchant son compagnon d'échappée. À 20 km de l'arrivée, Heinrich Haussler, touché à la main gauche, et Tejay van Garderen (HTC-Highroad), plus sérieusement touché, chutent. Kroon, qui n'a plus qu'une minute et 5 secondes d'avance sur le groupe maillot jaune, est repris au km 182.
Rémy Di Grégorio (Astana) attaque à 13 km du but et, deux kilomètres plus loin, il a 20 secondes d'avance. Sous la pluie et le froid, ce sont toujours les Movistar qui assurent la poursuite. Puis, tandis que Vladimir Gusev (Katusha) et Kanstantsin Siutsou (HTC-Highroad) chutent, les Euskaltel-Euskadi prennent le relais. Linus Gerdemann (Leopard-Trek) puis Arnold Jeannesson (FDJ) partent en chasse, mais ne parviennent pas à recoller à Di Grégorio. Ce dernier, malgré une frayeur sur une bande blanche, possède toujours 20 secondes d'avance à la flamme rouge. Alors que son coéquipier Robert Kišerlovski chute, il résiste au tour de Samuel Sánchez (Euskaltel-Euskadi), qui échoue à 5 secondes de Di Grégorio. Rigoberto Urán (Sky) prend la troisième place, dans le même de temps que Sanchez, qui remonte à la 6e place du classement général, à 1 minute et 29 secondes de Tony Martin (HTC-Highroad). Celui-ci conserve son maillot jaune, devançant son compatriote Andreas Klöden (RadioShack) et le Britannique Bradley Wiggins (Sky). Le groupe Luis León Sánchez termine finalement à 5 minutes et 57 secondes du vainqueur du jour. Il s'agit de la première victoire de Di Grégorio depuis une étape du Tour de l'Avenir 2006.
|    | Coureur          | Pays        | Équipe            |    | Temps           |
| -- | ---------------- | ----------- | ----------------- | -- | --------------- |
| 1  | Rémy Di Grégorio | France      | Astana            | en | 5 h 46 min 23 s |
| 2  | Samuel Sánchez   | Espagne     | Euskaltel-Euskadi | +  | 5 s             |
| 3  | Rigoberto Urán   | Colombie    | Sky               |    | 5 s             |
| 4  | Andreas Klöden   | Allemagne   | RadioShack        |    | 7 s             |
| 5  | Tony Martin      | Allemagne   | HTC-Highroad      |    | 7 s             |
| 6  | Rein Taaramäe    | Estonie     | Cofidis           |    | 7 s             |
| 7  | Janez Brajkovič  | Slovénie    | RadioShack        |    | 9 s             |
| 8  | Bradley Wiggins  | Royaume-Uni | Sky               |    | 9 s             |
| 9  | Xavier Tondo     | Espagne     | Movistar          |    | 9 s             |
| 10 | Maxime Monfort   | Belgique    | Leopard-Trek      |    | 11 s            |

|    | Coureur                | Pays        | Équipe            |    | Temps            |
| -- | ---------------------- | ----------- | ----------------- | -- | ---------------- |
| 1  | Tony Martin            | Allemagne   | HTC-Highroad      | en | 30 h 46 min 17 s |
| 2  | Andreas Klöden         | Allemagne   | RadioShack        | +  | 36 s             |
| 3  | Bradley Wiggins        | Royaume-Uni | Sky               |    | 41 s             |
| 4  | Rein Taaramäe          | Estonie     | Cofidis           |    | 1 min 10 s       |
| 5  | Jean-Christophe Péraud | France      | AG2R La Mondiale  |    | 1 min 21 s       |
| 6  | Samuel Sánchez         | Espagne     | Euskaltel-Euskadi |    | 1 min 29 s       |
| 7  | Janez Brajkovič        | Slovénie    | RadioShack        |    | 1 min 34 s       |
| 8  | Levi Leipheimer        | États-Unis  | RadioShack        |    | 1 min 36 s       |
| 9  | Xavier Tondo           | Espagne     | Movistar          |    | 1 min 53 s       |
| 10 | Bauke Mollema          | Pays-Bas    | Rabobank          |    | 2 min 04 s       |

### 8eétape
Cette 8e et dernière étape débute en faux plats montants, jusqu'au premier sprint intermédiaire (km 19). La route emprunte alors quelques « murs », puis la côte de Duranus (3,9 km à 4,3 %), classée en troisième catégorie. Après le sommet (km 33,5), le parcours passera par la descente, une montée non répertoriée, quelques kilomètres de plat, un nouveau « mur » et une courte descente, enchaîne deux ascensions de deuxième catégorie dont les sommets sont aux km 55,5 et 70, le col de Châteauneuf (5,4 km à 4,4 %) et le col de Calaïson (6,3 km à 4,4 %), avant d'aller chercher l'enchaînement de l'ascension de la Turbie (7,6 km à 4,8 %) et du Col d'Èze (4,3 km à 6,7 %), deux montées de première catégorie dont les sommets sont placés aux km 94 et 108,5. Dans la descente vers la Promenade des Anglais, les coureurs disputeront un dernier sprint intermédiaire (km 110,5). L'arrivée sera jugée au terme de cette étape de 124 km autour de Nice, à travers les Alpes-Maritimes.
Au km 3, Andriy Grivko (Astana) s'échappe. Dans un premier temps, son offensive ne provoque pas de réactions. Ce qui arrange Heinrich Haussler (Garmin-Cervélo), qui conforte son maillot vert en prenant la 2e place du 1er sprint intermédiaire. Mais, lorsque 8 coureurs le rejoignent en tête au km 25, le peloton enclenche la poursuite, et le groupe est repris au km 27. À 2 km du sommet de la côte de Duranus, Thomas Voeckler (Europcar) attaque puis est rejoint peu avant le sommet par 7 coureurs. Linus Gerdemann (Leopard-Trek), qui prend la 2e place au sommet, en fait partie et prend ses distances dans la descente, au km 35. Il est rejoint 2 km plus loin par David López García (Movistar), Alexandre Vinokourov (Astana), Matthew Busche (RadioShack), le maillot à pois Rémi Pauriol (FDJ), Matteo Carrara (Vacansoleil-DCM), Laurent Didier (Saxo Bank-SunGard), Julien El Fares (Cofidis), Gorka Izagirre (Euskaltel-Euskadi), Diego Ulissi (Lampre-ISD) et Thomas Voeckler.
Tandis que Gerdemann puis Vinokourov sont lâchés, les hommes de tête passent au col de Calaïson avec 2 min 50 s d'avance sur le peloton. L'écart est la marge maximum accordée par les HTC-Highroad, Matteo Carrara étant 13e du classement général au départ de l'étape, à 2 min 50 s justement de Tony Martin. Dans l'ascension de la Turbie, une sélection par l'arrière s'opère, à la fois dans l'échapée et dans le peloton, où les Sky et les RadioShack viennent aider les équipiers du maillot jaune. Dans le groupe de tête, Pauriol, puis Didier et Busche sont lâchés. Quant au groupe maillot jaune, il n'est plus composé que de Bauke Mollema (Rabobank), Tony Martin, Matthew Goss, Tejay van Garderen (HTC-Highroad), Bradley Wiggins, Simon Gerrans, Michael Rogers, Geraint Thomas (Sky), Jean-Christophe Péraud (AG2R La Mondiale), José Joaquín Rojas (Movistar), Tomas Vaitkus (Astana), Janez Brajkovič, Andreas Klöden, Levi Leipheimer, Sérgio Paulinho (RadioShack), Maxime Monfort (Leopard-Trek), Rein Taaramäe, Tristan Valentin (Cofidis), Samuel Sánchez et Pablo Urtasun Pérez (Euskaltel-Euskadi). Xavier Tondo (Movistar) est donc le seul membre du Top 10 absent de ce groupe. Au sommet, l'avance des hommes de tête n'est plus que de 1 min 25 s.
Dans le Col d'Èze, Ulissi attaque, suivi seulement par Voeckler. Au sommet, où Ulissi passe en tête, le duo possède 16 s d'avance sur Carrara, Lopez Garcia, El Farès et Izagirre, qui franchissent la ligne dans cet ordre, 1 min 20 s sur Samuel Sanchez, sorti dans la montée, et 1 min 32 s sur le groupe maillot jaune.
Dans la descente vers la Promenade des Anglais, Voeckler lâche Ulissi, à 11 km de l'arrivée. Aidé par Izagirre, qui l'a attendu, Sanchez revient sur le groupe de poursuivants. Péraud, un temps distancé, parvient à recoller sur le groupe maillot jaune, bien aidé il est vrai de son coéquipier Blel Kadri. Thomas Voeckler remporte sa 2e étape dans ce Paris-Nice, avec 23 s d'avance sur Diego Ulissi. Julien El Fares sauve la 4e place au classement général de son leader Rein Taaramäe, qui termine également maillot blanc, en battant Samuel Sanchez dans le sprint pour la 3e place, à 1 min 06 s du vainqueur du jour. Privé ainsi des 4 s de bonifications, le champion olympique échoue à 3 s de Taaramäe, reprenant tout de même la 5e place à Jean-Christophe Péraud. L'autre changement dans le Top 10 avant cette dernière étape concerne Xavier Tondo qui rétrograde de la 9e à la 14e place au général, permettant ainsi à Bauke Mollema et Maxime Monfort de gagner chacun une place pour se retrouver ainsi respectivement 9e et 10e au classement final de Paris-Nice. Le groupe maillot jaune, réglé par José Joaquín Rojas, termine à 1 min 22 s. Tony Martin remporte donc son premier Paris-Nice, "le plus gros succès de [sa] carrière", confirmant ainsi sa victoire sur l'Eneco Tour 2010 et, surtout, ses 2e et 6e place du Tour de Suisse en 2009 et 2010. Il devance au classement général Andreas Klöden et Bradley Wiggins de respectivement 36 et 41 s.
|    | Coureur            | Pays     | Équipe            |    | Temps           |
| -- | ------------------ | -------- | ----------------- | -- | --------------- |
| 1  | Thomas Voeckler    | France   | Europcar          | en | 3 h 15 min 58 s |
| 2  | Diego Ulissi       | Italie   | Lampre-ISD        | +  | 23 s            |
| 3  | Julien El Fares    | France   | Cofidis           |    | 1 min 06 s      |
| 4  | Samuel Sánchez     | Espagne  | Euskaltel-Euskadi |    | 1 min 06 s      |
| 5  | David López García | Espagne  | Movistar          |    | 1 min 06 s      |
| 6  | Matteo Carrara     | Italie   | Vacansoleil-DCM   |    | 1 min 08 s      |
| 7  | Gorka Izagirre     | Espagne  | Euskaltel-Euskadi |    | 1 min 12 s      |
| 8  | José Joaquín Rojas | Espagne  | Movistar          |    | 1 min 22 s      |
| 9  | Simon Špilak       | Slovénie | Lampre-ISD        |    | 1 min 22 s      |
| 10 | Tomas Vaitkus      | Lituanie | Astana            |    | 1 min 22 s      |

|    | Coureur                | Pays        | Équipe            |    | Temps            |
| -- | ---------------------- | ----------- | ----------------- | -- | ---------------- |
| 1  | Tony Martin            | Allemagne   | HTC-Highroad      | en | 34 h 03 min 37 s |
| 2  | Andreas Klöden         | Allemagne   | RadioShack        | +  | 36 s             |
| 3  | Bradley Wiggins        | Royaume-Uni | Sky               |    | 41 s             |
| 4  | Rein Taaramäe          | Estonie     | Cofidis           |    | 1 min 10 s       |
| 5  | Samuel Sánchez         | Espagne     | Euskaltel-Euskadi |    | 1 min 13 s       |
| 6  | Jean-Christophe Péraud | France      | AG2R La Mondiale  |    | 1 min 24 s       |
| 7  | Janez Brajkovič        | Slovénie    | RadioShack        |    | 1 min 34 s       |
| 8  | Levi Leipheimer        | États-Unis  | RadioShack        |    | 1 min 36 s       |
| 9  | Bauke Mollema          | Pays-Bas    | Rabobank          |    | 2 min 04 s       |
| 10 | Maxime Monfort         | Belgique    | Leopard-Trek      |    | 2 min 26 s       |

## Classements finals

### Classement général
|    | Cycliste               | Pays        | Équipe            |    | Temps            |
| -- | ---------------------- | ----------- | ----------------- | -- | ---------------- |
| 1  | Tony Martin            | Allemagne   | HTC-Highroad      | en | 34 h 03 min 37 s |
| 2  | Andreas Klöden         | Allemagne   | RadioShack        | +  | 36 s             |
| 3  | Bradley Wiggins        | Royaume-Uni | Sky               |    | 41 s             |
| 4  | Rein Taaramäe          | Estonie     | Cofidis           |    | 1 min 10 s       |
| 5  | Samuel Sánchez         | Espagne     | Euskaltel-Euskadi |    | 1 min 13 s       |
| 6  | Jean-Christophe Péraud | France      | AG2R La Mondiale  |    | 1 min 24 s       |
| 7  | Janez Brajkovič        | Slovénie    | RadioShack        |    | 1 min 34 s       |
| 8  | Levi Leipheimer        | États-Unis  | RadioShack        |    | 1 min 36 s       |
| 9  | Bauke Mollema          | Pays-Bas    | Rabobank          |    | 2 min 04 s       |
| 10 | Maxime Monfort         | Belgique    | Leopard-Trek      |    | 2 min 26 s       |

### Classements annexes
|   | Cycliste          | Équipe            | Points |
| - | ----------------- | ----------------- | ------ |
| 1 | Heinrich Haussler | Garmin-Cervélo    | 84     |
| 2 | Andreas Klöden    | RadioShack        | 70     |
| 3 | Samuel Sánchez    | Euskaltel-Euskadi | 67     |

|   | Cycliste           | Équipe   | Points |
| - | ------------------ | -------- | ------ |
| 1 | Rémi Pauriol       | FDJ      | 56     |
| 2 | Thomas Voeckler    | Europcar | 29     |
| 3 | David López García | Movistar | 28     |

|   | Cycliste      | Équipe     |    | Temps            |
| - | ------------- | ---------- | -- | ---------------- |
| 1 | Rein Taaramäe | Cofidis    | en | 34 h 04 min 47 s |
| 2 | Bauke Mollema | Rabobank   | +  | 54 s             |
| 3 | Simon Špilak  | Lampre-ISD |    | 2 min 14 s       |

|   | Équipe     | Pays        |    | Temps             |
| - | ---------- | ----------- | -- | ----------------- |
| 1 | RadioShack | États-Unis  | en | 102 h 14 min 47 s |
| 2 | Sky        | Royaume-Uni | +  | 3 min 04 s        |
| 3 | Movistar   | Espagne     |    | 9 min 37 s        |

### UCI World Tour
Ce Paris-Nice attribue des points pour l'UCI World Tour 2011, seulement aux coureurs des équipes ayant un label ProTeam.
| Position           | 1er | 2e | 3e | 4e | 5e | 6e | 7e | 8e | 9e | 10e |
| Classement général | 100 | 80 | 70 | 60 | 50 | 40 | 30 | 20 | 10 | 4   |
| Par étape          | 6   | 4  | 2  | 1  | 1  |    |    |    |    |     |

| #  | Coureur                | Équipe              | Points |
| -- | ---------------------- | ------------------- | ------ |
| 1  | Tony Martin            | HTC-Highroad        | 108    |
| 2  | Andreas Klöden         | RadioShack          | 88     |
| 3  | Bradley Wiggins        | Sky                 | 74     |
| 4  | Samuel Sánchez         | Euskaltel-Euskadi   | 59     |
| 5  | Jean-Christophe Péraud | AG2R La Mondiale    | 41     |
| 6  | Janez Brajkovič        | RadioShack          | 30     |
| 7  | Levi Leipheimer        | RadioShack          | 20     |
| 8  | Matthew Goss           | HTC-Highroad        | 10     |
| -  | Bauke Mollema          | Rabobank            | 10     |
| 10 | Heinrich Haussler      | Garmin-Cervélo      | 8      |
| -  | Thomas De Gendt        | Vacansoleil-DCM     | 8      |
| 12 | Gregory Henderson      | Sky                 | 7      |
| -  | Rémy Di Grégorio       | Astana              | 7      |
| -  | Denis Galimzyanov      | Katusha             | 4      |
| -  | Diego Ulissi           | Lampre-ISD          | 4      |
| -  | Maxime Monfort         | Leopard-Trek        | 4      |
| 16 | Peter Sagan            | Liquigas-Cannondale | 2      |
| -  | Matteo Carrara         | Vacansoleil-DCM     | 2      |
| -  | Richie Porte           | Saxo Bank-SunGard   | 2      |
| -  | Rigoberto Urán         | Sky                 | 2      |
| 20 | José Joaquín Rojas     | Movistar            | 1      |
| -  | David López García     | Movistar            | 1      |
| -  | Geraint Thomas         | Sky                 | 1      |

## Évolution des classements
Le classement général, dont le leader porte le maillot jaune, s'établit en additionnant les temps réalisés à chaque étape, puis en ôtant d'éventuelles bonifications (10, 6 et 4 s à l'arrivée des 7 étapes en ligne et 3, 2 et 1 s à chaque sprint intermédiaire).
Le classement par points, dont le leader porte le maillot vert, est l'addition des points attribués à l'arrivée des étapes (25, 22, 20, 18, 16 points, puis en ôtant 1 pt par place perdue jusqu'au 20e, qui reçoit donc 1 pt) et aux sprints intermédiaires (3, 2 et 1 points). En cas d'égalité de points, les critères de départage, dans l'ordre, sont : nombre de victoires d'étape, de sprints intermédiaires, classement général.
Le classement du meilleur grimpeur, dont le leader porte le maillot à pois, consiste en l'addition des points obtenus au sommet des ascensions de 1re (10, 8, 6, 4, 3, 2 et 1 pts), 2e (7, 5, 3, 2 et 1 pts) et 3e (4, 2 et 1 pts) catégorie. En cas d'égalité de points, les critères de départage, dans l'ordre, sont : nombre de premières places dans les ascensions de 1re, puis de 2e, enfin de 3e catégorie, classement général.
Le classement du meilleur jeune, dont le leader porte le maillot blanc, est le classement général des coureurs nés depuis le 1er janvier 1986.
Le classement par équipes de l'étape est l'addition des trois meilleurs temps individuels de chaque équipe. En cas d'égalité, les critères de départage, dans l'ordre, sont : addition des places des 3 premiers coureurs des équipes concernées, place du meilleur coureur sur l'étape. Calculer le classement par équipes revient à additionner les classements par équipes de chaque étape. En cas d'égalité, les critères de départage, dans l'ordre, sont : nombre de premières places dans le classement par équipes du jour, nombre de deuxièmes places dans le classement par équipes du jour, etc., place au classement général du meilleur coureur des équipes concernées,.
| Étape            | Vainqueur         | Classement général | Classement par points | Classement de la montagne | Classement du meilleur jeune | Classement par équipes |
| ---------------- | ----------------- | ------------------ | --------------------- | ------------------------- | ---------------------------- | ---------------------- |
| 1                | Thomas De Gendt   | Thomas De Gendt    | Thomas De Gendt       | Damien Gaudin             | Thomas De Gendt              | Vacansoleil-DCM        |
| 2                | Gregory Henderson | Thomas De Gendt    | Gregory Henderson     | Damien Gaudin             | Thomas De Gendt              | Vacansoleil-DCM        |
| 3                | Matthew Goss      | Matthew Goss       | Heinrich Haussler     | Jussi Veikkanen           | Matthew Goss                 | Vacansoleil-DCM        |
| 4                | Thomas Voeckler   | Thomas De Gendt    | Heinrich Haussler     | Rémi Pauriol              | Thomas De Gendt              | Vacansoleil-DCM        |
| 5                | Andreas Klöden    | Andreas Klöden     | Heinrich Haussler     | Rémi Pauriol              | Robert Kišerlovski           | RadioShack             |
| 6                | Tony Martin       | Tony Martin        | Heinrich Haussler     | Rémi Pauriol              | Rein Taaramäe                | RadioShack             |
| 7                | Rémy Di Grégorio  | Tony Martin        | Heinrich Haussler     | Rémi Pauriol              | Rein Taaramäe                | RadioShack             |
| 8                | Thomas Voeckler   | Tony Martin        | Heinrich Haussler     | Rémi Pauriol              | Rein Taaramäe                | RadioShack             |
| Classement final | Classement final  | Tony Martin        | Heinrich Haussler     | Rémi Pauriol              | Rein Taaramäe                | RadioShack             |

## Liste des participants
- Liste de départ complète

| Légende | Légende                                                                                                  | Légende | Légende                                                                                         |
| ------- | --- | ------- | ----------------------------------------------------------------------------------------------- |
| Num     | Dossard de départ porté par le coureur sur ce Paris-Nice                                                 | Pos     | Position finale au classement général                                                           |
|         | Indique le vainqueur du classement général                                                               |         | Indique le vainqueur du classement de la montagne                                               |
|         | Indique le vainqueur du classement par points                                                            |         | Indique le vainqueur du classement du meilleur jeune                                            |
| NP      | Indique un coureur qui n'a pas pris le départ d'une étape, suivi du numéro de l'étape où il s'est retiré | AB      | Indique un coureur qui n'a pas terminé une étape, suivi du numéro de l'étape où il s'est retiré |
| HD      | Indique un coureur qui a terminé une étape hors des délais, suivi du numéro de l'étape                   | *       | Indique un coureur en lice pour le maillot blanc                                                |

| Rabobank RAB | Rabobank RAB                                                     | Rabobank RAB |
| ------------ | ---------------------------------------------------------------- | ------------ |
| Num          | Coureur                                                          | Pos          |
| 1            | Luis León Sánchez (ESP) → Champion d'Espagne du contre-la-montre | 28e          |
| 2            | Juan Manuel Gárate (ESP)                                         | NP-8         |
| 3            | Bauke Mollema (NED)*                                             | 9e           |
| 4            | Grischa Niermann (GER)                                           | 88e          |
| 5            | Laurens ten Dam (NED)                                            | AB-8         |
| 6            | Maarten Tjallingii (NED)                                         | AB-8         |
| 7            | Jos van Emden (NED)                                              | AB-8         |
| 8            | Pieter Weening (NED)                                             | 69e          |

| Garmin-Cervélo GRM | Garmin-Cervélo GRM        | Garmin-Cervélo GRM |
| ------------------ | ------------------------- | ------------------ |
| Num                | Coureur                   | Pos                |
| 11                 | Ryder Hesjedal (CAN)      | 33e                |
| 12                 | Heinrich Haussler (AUS)   | 63e                |
| 13                 | Christophe Le Mével (FRA) | 55e                |
| 14                 | Daniel Lloyd (GBR)        | AB-8               |
| 15                 | Martijn Maaskant (NED)    | AB-7               |
| 16                 | Gabriel Rasch (NOR)       | AB-8               |
| 17                 | Andrew Talansky (USA)*    | 61e                |
| 18                 | Johan Vansummeren (BEL)   | AB-8               |

| HTC-Highroad THR | HTC-Highroad THR                                                | HTC-Highroad THR |
| ---------------- | --------------------------------------------------------------- | ---------------- |
| Num              | Coureur                                                         | Pos              |
| 21               | Tony Martin (GER) → Champion d'Allemagne du contre-la-montre    | 1er              |
| 22               | Lars Ytting Bak (DEN)                                           | 78e              |
| 23               | Matthew Goss (AUS)*                                             | 43e              |
| 24               | Danny Pate (USA)                                                | AB-8             |
| 25               | Alex Rasmussen (DEN)                                            | AB-8             |
| 26               | Kanstantsin Siutsou (BLR)                                       | 36e              |
| 27               | Tejay van Garderen (USA)*                                       | 31e              |
| 28               | Martin Velits (SVK) → Champion de Slovaquie du contre-la-montre | NP-2             |

| Sky SKY | Sky SKY                                                                 | Sky SKY |
| ------- | ----------------------------------------------------------------------- | ------- |
| Num     | Coureur                                                                 | Pos     |
| 31      | Bradley Wiggins (GBR) → Champion de Grande-Bretagne du contre-la-montre | 3e      |
| 32      | Simon Gerrans (AUS)                                                     | 46e     |
| 33      | Gregory Henderson (NZL)                                                 | AB-7    |
| 34      | Jeremy Hunt (GBR)                                                       | AB-8    |
| 35      | Michael Rogers (AUS)                                                    | 12e     |
| 36      | Geraint Thomas (GBR)* → Champion de Grande-Bretagne                     | 83e     |
| 37      | Rigoberto Urán (COL)*                                                   | 29e     |
| 38      | Xabier Zandio (ESP)                                                     | 71e     |

| AG2R La Mondiale ALM | AG2R La Mondiale ALM         | AG2R La Mondiale ALM |
| -------------------- | ---------------------------- | -------------------- |
| Num                  | Coureur                      | Pos                  |
| 41                   | Nicolas Roche (IRL)          | AB-7                 |
| 42                   | Maxime Bouet (FRA)*          | 60e                  |
| 43                   | Hubert Dupont (FRA)          | 45e                  |
| 44                   | Blel Kadri (FRA)*            | 15e                  |
| 45                   | Sébastien Minard (FRA)       | 87e                  |
| 46                   | Jean-Christophe Péraud (FRA) | 6e                   |
| 47                   | Anthony Ravard (FRA)         | 84e                  |
| 48                   | Christophe Riblon (FRA)      | 85e                  |

| Movistar MOV | Movistar MOV                                   | Movistar MOV |
| ------------ | ---------------------------------------------- | ------------ |
| Num          | Coureur                                        | Pos          |
| 51           | José Iván Gutiérrez (ESP) → Champion d'Espagne | AB-8         |
| 52           | José Vicente García (ESP)                      | AB-8         |
| 53           | Pablo Lastras (ESP)                            | 76e          |
| 54           | David Lopez (ESP)                              | 49e          |
| 55           | Sergio Pardilla (ESP)                          | 51e          |
| 56           | Luis Pasamontes (ESP)                          | 20e          |
| 57           | José Joaquín Rojas (ESP)                       | 16e          |
| 58           | Xavier Tondo (ESP)                             | 14e          |

| Omega Pharma-Lotto OLO | Omega Pharma-Lotto OLO      | Omega Pharma-Lotto OLO |
| ---------------------- | --------------------------- | ---------------------- |
| Num                    | Coureur                     | Pos                    |
| 61                     | Jurgen Van den Broeck (BEL) | NP-8                   |
| 62                     | Jan Bakelants (BEL)*        | 48e                    |
| 63                     | Bart De Clercq (BEL)*       | 72e                    |
| 64                     | Francis De Greef (BEL)      | AB-7                   |
| 65                     | Óscar Pujol (ESP)           | AB-8                   |
| 66                     | Jürgen Roelandts (BEL)      | 65e                    |
| 67                     | Jurgen Van de Walle (BEL)   | AB-7                   |
| 68                     | Jussi Veikkanen (FIN)       | 77e                    |

| Astana AST | Astana AST                 | Astana AST |
| ---------- | -------------------------- | ---------- |
| Num        | Coureur                    | Pos        |
| 71         | Alexandre Vinokourov (KAZ) | AB-8       |
| 72         | Rémy Di Grégorio (FRA)     | 23e        |
| 73         | Dmitriy Fofonov (KAZ)      | 57e        |
| 74         | Andriy Grivko (UKR)        | 75e        |
| 75         | Fredrik Kessiakoff (SWE)   | AB-7       |
| 76         | Robert Kišerlovski (CRO)*  | NP-8       |
| 77         | Roman Kreuziger (CZE)*     | 17e        |
| 78         | Tomas Vaitkus (LTU)        | 66e        |

| RadioShack RSH | RadioShack RSH          | RadioShack RSH |
| -------------- | ----------------------- | -------------- |
| Num            | Coureur                 | Pos            |
| 81             | Janez Brajkovič (SLO)   | 7e             |
| 82             | Matthew Busche (USA)    | 53e            |
| 83             | Robert Hunter (RSA)     | AB-8           |
| 84             | Markel Irizar (ESP)     | 62e            |
| 85             | Andreas Klöden (GER)    | 2e             |
| 86             | Levi Leipheimer (USA)   | 8e             |
| 87             | Geoffroy Lequatre (FRA) | AB-7           |
| 88             | Sérgio Paulinho (POR)   | 52e            |

| FDJ | FDJ                      | FDJ  |
| --- | ------------------------ | ---- |
| Num | Coureur                  | Pos  |
| 91  | Pierrick Fédrigo (FRA)   | AB-8 |
| 92  | Sandy Casar (FRA)        | AB-7 |
| 93  | Arnold Jeannesson (FRA)* | 40e  |
| 94  | Yoann Offredo (FRA)*     | AB-5 |
| 95  | Rémi Pauriol (FRA)       | 34e  |
| 96  | Cédric Pineau (FRA)      | AB-8 |
| 97  | Jérémy Roy (FRA)         | AB-8 |
| 98  | Arthur Vichot (FRA)*     | AB-5 |

| Vacansoleil-DCM VCD | Vacansoleil-DCM VCD                                                                    | Vacansoleil-DCM VCD |
| ------------------- | -------------------------------------------------------------------------------------- | ------------------- |
| Num                 | Coureur                                                                                | Pos                 |
| 101                 | Romain Feillu (FRA)                                                                    | NP-7                |
| 102                 | Matteo Carrara (ITA)                                                                   | 11e                 |
| 103                 | Thomas De Gendt (BEL)*                                                                 | 39e                 |
| 104                 | Stijn Devolder (BEL) → Champion de Belgique du contre-la-montre → Champion de Belgique | 27e                 |
| 105                 | Sergueï Lagoutine (UZB) → Champion d'Ouzbékistan                                       | 42e                 |
| 106                 | Björn Leukemans (BEL)                                                                  | 37e                 |
| 107                 | Rob Ruijgh (NED)*                                                                      | AB-8                |
| 108                 | Lieuwe Westra (NED)                                                                    | AB-8                |

| Liquigas-Cannondale LIQ | Liquigas-Cannondale LIQ | Liquigas-Cannondale LIQ |
| ----------------------- | ----------------------- | ----------------------- |
| Num                     | Coureur                 | Pos                     |
| 111                     | Peter Sagan (SVK)*      | AB-7                    |
| 112                     | Valerio Agnoli (ITA)    | AB-7                    |
| 113                     | Eros Capecchi (ITA)*    | AB-7                    |
| 114                     | Mauro Finetto (ITA)     | 38e                     |
| 115                     | Kristjan Koren (SLO)*   | 56e                     |
| 116                     | Dominik Nerz (GER)*     | AB-8                    |
| 117                     | Maciej Paterski (POL)*  | 89e                     |
| 118                     | Simone Ponzi (ITA)*     | AB-3                    |

| Saxo Bank-SunGard SBS | Saxo Bank-SunGard SBS                       | Saxo Bank-SunGard SBS |
| --------------------- | ------------------------------------------- | --------------------- |
| Num                   | Coureur                                     | Pos                   |
| 121                   | Richie Porte (AUS)                          | 22e                   |
| 122                   | Mads Christensen (DEN)                      | AB-8                  |
| 123                   | Laurent Didier (LUX)                        | 74e                   |
| 124                   | Lucas Sebastián Haedo (ARG)                 | AB-2                  |
| 125                   | Benjamín Noval (ESP)                        | AB-8                  |
| 126                   | Chris Anker Sørensen (DEN)                  | 26e                   |
| 127                   | Nicki Sørensen (DEN) → Champion du Danemark | 41e                   |
| 128                   | Brian Vandborg (DEN)                        | AB-5                  |

| Leopard-Trek LEO | Leopard-Trek LEO                                                | Leopard-Trek LEO |
| ---------------- | --------------------------------------------------------------- | ---------------- |
| Num              | Coureur                                                         | Pos              |
| 131              | Fränk Schleck (LUX) → Champion du Luxembourg                    | AB-7             |
| 132              | Brice Feillu (FRA)                                              | AB-8             |
| 133              | Jakob Fuglsang (DEN) → Champion du Danemark du contre-la-montre | AB-7             |
| 134              | Linus Gerdemann (GER)                                           | 18e              |
| 135              | Maxime Monfort (BEL)                                            | 10e              |
| 136              | Bruno Pires (POR)                                               | AB-8             |
| 137              | Jens Voigt (GER)                                                | 44e              |
| 138              | Wouter Weylandt (BEL)                                           | AB-8             |

| Cofidis COF | Cofidis COF            | Cofidis COF |
| ----------- | ---------------------- | ----------- |
| Num         | Coureur                | Pos         |
| 141         | David Moncoutié (FRA)  | AB-2        |
| 142         | Mickaël Buffaz (FRA)   | AB-8        |
| 143         | Samuel Dumoulin (FRA)  | 79e         |
| 144         | Julien El Fares (FRA)  | 25e         |
| 145         | Tony Gallopin (FRA)*   | AB-7        |
| 146         | Luis Ángel Maté (ESP)  | 58e         |
| 147         | Rein Taaramäe (EST)*   | 4e          |
| 148         | Tristan Valentin (FRA) | 50e         |

| Katusha KAT | Katusha KAT                                                   | Katusha KAT |
| ----------- | ------------------------------------------------------------- | ----------- |
| Num         | Coureur                                                       | Pos         |
| 151         | Vladimir Gusev (RUS) → Champion de Russie du contre-la-montre | AB-8        |
| 152         | Pavel Brutt (RUS)                                             | AB-8        |
| 153         | Denis Galimzyanov (RUS)*                                      | AB-4        |
| 154         | Leif Hoste (BEL)                                              | AB-5        |
| 155         | Sergey Ivanov (RUS)                                           | AB-7        |
| 156         | Yury Trofimov (RUS)                                           | 30e         |
| 157         | Nikolay Trusov (RUS)                                          | AB-7        |
| 158         | Eduard Vorganov (RUS)                                         | 32e         |

| BMC Racing BMC | BMC Racing BMC         | BMC Racing BMC |
| -------------- | ---------------------- | -------------- |
| Num            | Coureur                | Pos            |
| 161            | Amaël Moinard (FRA)    | NP-8           |
| 162            | Brent Bookwalter (USA) | 67e            |
| 163            | Yannick Eijssen (BEL)* | AB-7           |
| 164            | Karsten Kroon (NED)    | 73e            |
| 165            | Jeff Louder (USA)      | AB-8           |
| 166            | Steve Morabito (SUI)   | NP-6           |
| 167            | Ivan Santaromita (ITA) | 80e            |
| 168            | Danilo Wyss (SUI)      | AB-8           |

| Quick Step QST | Quick Step QST         | Quick Step QST |
| -------------- | ---------------------- | -------------- |
| Num            | Coureur                | Pos            |
| 171            | Sylvain Chavanel (FRA) | NP-7           |
| 172            | Marc de Maar (AHO)     | 35e            |
| 173            | Kevin De Weert (BEL)   | AB-5           |
| 174            | Nikolas Maes (BEL)*    | NP-4           |
| 175            | Jérôme Pineau (FRA)    | AB-8           |
| 176            | Francesco Reda (ITA)   | AB-8           |
| 177            | Andreas Stauff (GER)*  | AB-8           |
| 178            | Gert Steegmans (BEL)   | NP-4           |

| Europcar EUC | Europcar EUC                               | Europcar EUC |
| ------------ | ------------------------------------------ | ------------ |
| Num          | Coureur                                    | Pos          |
| 181          | Thomas Voeckler (FRA) → Champion de France | 21e          |
| 182          | Damien Gaudin (FRA)*                       | AB-8         |
| 183          | Cyril Gautier (FRA)*                       | AB-8         |
| 184          | Vincent Jérôme (FRA)                       | AB-8         |
| 185          | Alexandre Pichot (FRA)                     | 64e          |
| 186          | Perrig Quéméneur (FRA)                     | AB-8         |
| 187          | Pierre Rolland (FRA)*                      | AB-8         |
| 188          | Sébastien Turgot (FRA)                     | AB-7         |

| Euskaltel-Euskadi EUS | Euskaltel-Euskadi EUS                       | Euskaltel-Euskadi EUS |
| --------------------- | ------------------------------------------- | --------------------- |
| Num                   | Coureur                                     | Pos                   |
| 191                   | Samuel Sánchez (ESP) · → Champion olympique | 5e                    |
| 192                   | Jorge Azanza (ESP)                          | 82e                   |
| 193                   | Pierre Cazaux (FRA)                         | 86e                   |
| 194                   | Iñaki Isasi (ESP)                           | 59e                   |
| 195                   | Gorka Izagirre (ESP)*                       | 54e                   |
| 196                   | Romain Sicard (FRA)*                        | NP-3                  |
| 197                   | Pablo Urtasun (ESP)                         | 68e                   |
| 198                   | Gorka Verdugo (ESP)                         | 24e                   |

| Lampre-ISD LAM | Lampre-ISD LAM               | Lampre-ISD LAM |
| -------------- | ---------------------------- | -------------- |
| Num            | Coureur                      | Pos            |
| 201            | Grega Bole (SLO)             | NP-8           |
| 202            | Matteo Bono (ITA)            | 81e            |
| 203            | Francesco Gavazzi (ITA)      | AB-7           |
| 204            | Oleksandr Kvachuk (UKR)      | AB-8           |
| 205            | Daniele Righi (ITA)          | NP-7           |
| 206            | Alessandro Spezialetti (ITA) | AB-8           |
| 207            | Simon Špilak (SLO)*          | 13e            |
| 208            | Diego Ulissi (ITA)*          | 19e            |

| Bretagne-Schuller BSC | Bretagne-Schuller BSC  | Bretagne-Schuller BSC |
| --------------------- | ---------------------- | --------------------- |
| Num                   | Coureur                | Pos                   |
| 211                   | Florian Vachon (FRA)   | AB-8                  |
| 212                   | Éric Berthou (FRA)     | 47e                   |
| 213                   | Sylvain Calzati (FRA)  | 70e                   |
| 214                   | Jean-Luc Delpech (FRA) | AB-8                  |
| 215                   | Renaud Dion (FRA)      | AB-8                  |
| 216                   | Florian Guillou (FRA)  | AB-8                  |
| 217                   | Romain Hardy (FRA)*    | AB-8                  |
| 218                   | Gaël Malacarne (FRA)*  | AB-8                  |